# Gabriel José Aramburu
Gabriel José Aramburu (Caracas, 24 de abril de 1826-Caracas, 14 de agosto de 1886) fue un litógrafo, fotógrafo, pintor y dibujante venezolano. 

## Biografía
Hijo de José Vicente Aramburu y María del Carmen Pérez. Contrajo matrimonio con Ana Teresa Betancourt en 1853, con quien procreó dos hijos Luis y José Vicente. 
Se forma como litógrafo en la imprenta de los alemanes Johann Heinrich Müller y Guillermo Stapler, en cuyo taller imprimió en 1844 un retrato de Simón Bolívar, dibujado por él. Tras la partida de los impresores alemanes ese mismo año, Aramburu continuó trabajando con los hermanos Celestino y Gerónimo Martínez y luego con el impresor Torvaldo Aagaard, con quien colaboró en El Álbum (1845). 
En 1852 anuncia en la prensa local que colorea las fotografías en papel producidas por el fotógrafo Basilio Constantin. En 1854 elabora la litografía que representa al general José Gregorio Monagas decretando la abolición de la esclavitud en el Congreso.
En 1855, ya en su propio taller, publica un aviso en la prensa notificando que ha recibido de París una máquina y todos los enseres para hacer retratos fotográficos sobre placa y papel, a la aguada, al óleo y sobre vidrio, con el servicio adicional de que “los iluminará”, además ofrece fotografiar a personas recién fallecidas. Ese mismo año adquiere la Imprenta Republicana. En 1874 el gobierno de Antonio Guzmán Blanco le encarga la tirada de estampillas fiscales.
Fue editor propietario de la revista El Zancudo (1876-1878), asociado con Heraclio Fernández, en la que publicó retratos y caricaturas de personajes tan importantes como Arístides Rojas, Ramón Bolet, Laureano Villanueva, Ramón de la Plaza y Raimundo Andueza Palacio. En 1877 elaboró los retratos del Libertador, de Antonio Guzmán Blanco y Francisco Linares Alcántara, que ilustran las Biografías de Hombres Notables.  También realizó retratos del arzobispo Guevara Lira, del rector José María Vargas, Pedro José Rojas, Venancio Pulgar y León Colina. 
Colaboró con otros periódicos como El Mosaico (1856) y Fígaro (1878) realizando caricaturas anónimas, muchas de ellas con un seudónimo (Flash). La última litografía conocida firmada por Aramburu fue La Capilla Ardiente del Gran Demócrata (12 de diciembre de 1878). 
Como aficionado al teatro, fundó la Compañía Infantil junto al maestro Montero en 1881. En 1883 participó en la Exposición Nacional de Venezuela, (Palacio Exposición, Caracas), organizada con motivo del primer centenario del natalicio de Simón Bolívar.
Sus hijos continuaron con su imprenta tras su fallecimiento en 1886, hasta 1897 cuando la venden al gobierno del Estado Miranda.